# Lijst van voetbalinterlands China - Mexico
Deze lijst van voetbalinterlands is een overzicht van alle officiële voetbalwedstrijden tussen de nationale teams van China en Mexico. De landen speelden tot op heden drie keer tegen elkaar, te beginnen met een vriendschappelijke interland in León op 7 maart 1987. Het laatste duel, eveneens een vriendschappelijke wedstrijd, vond plaats op 16 april 2008 in Seattle (Verenigde Staten).

## Wedstrijden
| № | Plaats    | Datum           | Competitie        | Wedstrijd      | Uitslag |
| - | --------- | --------------- | ----------------- | -------------- | ------- |
| 1 | León      | 7 maart 1987    | Vriendschappelijk | Mexico – China | 3 – 2   |
| 2 | San Diego | 3 november 1993 | Vriendschappelijk | Mexico – China | 3 – 0   |
| 3 | Seattle   | 16 april 2008   | Vriendschappelijk | Mexico – China | 1 – 0   |

## Samenvatting
| Competitie        | Totaal gespeeld | Winst China | Gelijk | Winst Mexico | Doelsaldo China – Mexico |
| ----------------- | --------------- | ----------- | ------ | ------------ | ------------------------ |
| Vriendschappelijk | 3               | 0           | 0      | 3            | 7 − 2                    |
| Totaal            | 3               | 0           | 0      | 3            | 7 − 2                    |

Wedstrijden bepaald door strafschoppen worden, in lijn met de FIFA, als een gelijkspel gerekend.